# قالب آزاد
قالب‌های آزاد به دسته‌ای از قالب‌های پرونده گفته می‌شود که متن منبع و مشخصات آن‌ها فارغ از هرگونه حق نشر یا نشان تجاری به صورت کامل منتشر شده باشد و هر کسی بتواند آزادانه آن‌ها را برای هر مقصود دلخواهی استفاده کند. اینگونه قالب‌ها معمولاً توسط مؤسسه‌های استاندارد غیرتجاری نگهداری می‌شوند. قالب باز یا فرمت باز (به انگلیسی: Open format) دسته‌ای دیگر از قالب‌های پرونده هستند که ممکن است برای کد منبع آن‌ها حق اختراع یا حق مالکیت وجود داشته باشد و محدودیت‌هایی برای استفاده داشته باشند، اما با این حال همچنان متن منبع آن‌ها برای مطالعه در اختیار عموم قرار داده شده است. این دو اصطلاح ممکن است به جای یکدیگر استفاده شوند.